# Derewljanska-Straße

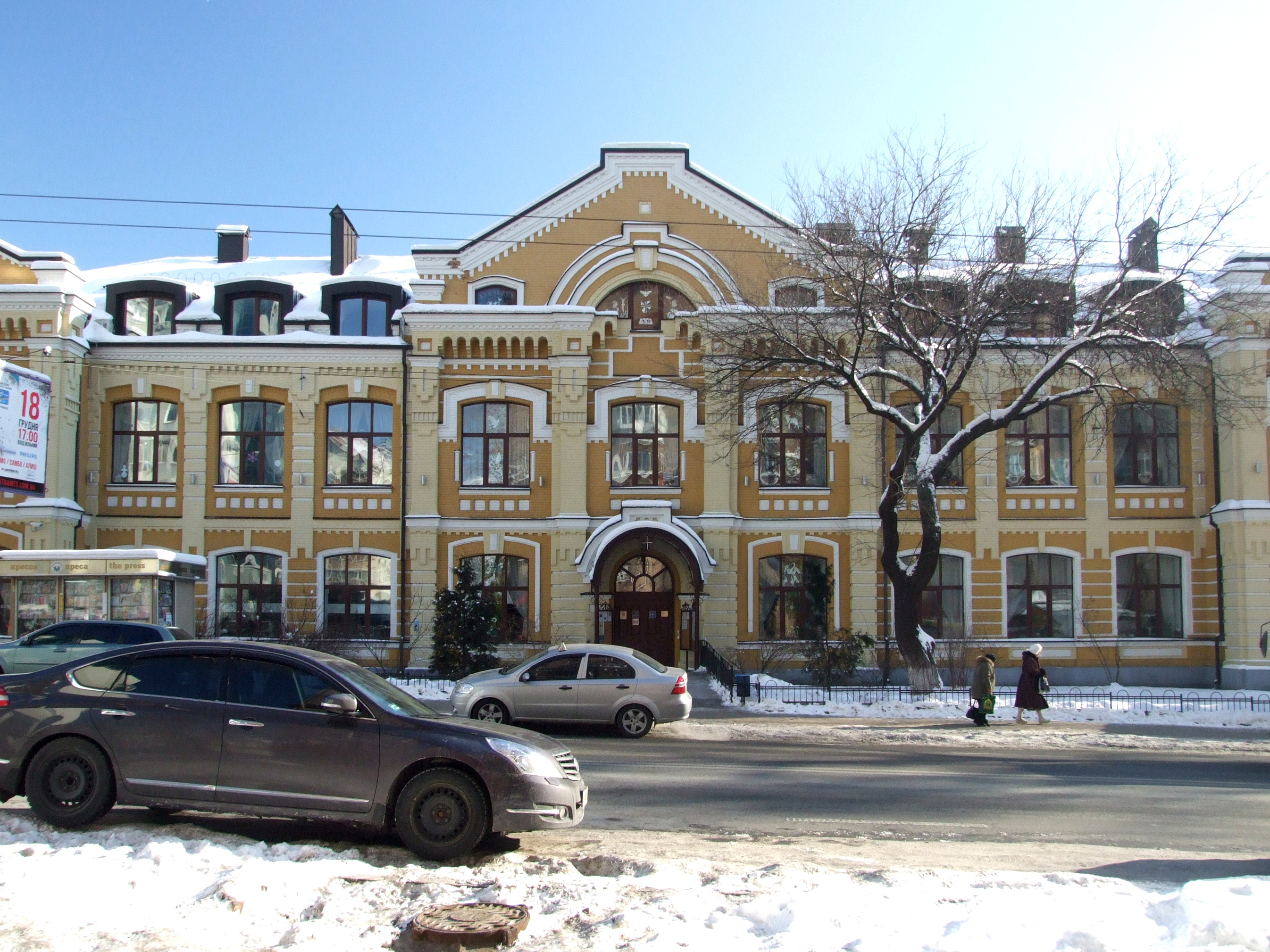
Derewljanska Nr. 13

Die Derewljanska-Straße (ukrainisch Деревля́нська ву́лиця) ist eine Straße in der ukrainischen Hauptstadt Kiew.
Die Straße liegt im Ortsteil Lukjanowka im Rajon  Schewtschenko und verbindet die Alexander-Herzen-Straße mit der Straße der Familie Chochlowych. Sie kreuzt dabei die Jurij-Iljenko-Straße und die Belorussische Straße. Kennzeichnend für die Straße ist die Bebauung mit fünfgeschossigen Ziegelbauten, den sogenannten Chruschtschowkas.
Die Straße ist in der zweiten Hälfte des 19. Jahrhunderts entstanden und war ursprünglich ein Teil der Owruzka-Straße. In der ersten Hälfte des 20. Jahrhunderts als Neu-Owruzka-Straße bezeichnet, erhielt sie 1963 den Namen des sowjetischen Heerführers Iona Jakir, den sie bis 2016 führte. Im Zuge der Dekommunisierung in der Ukraine wurde sie 2016 nach dem Volksstamm der Drewlanen benannt, der vom 9. bis zum 12. Jahrhundert in Polesien siedelte.
In den Jahren 2007 bis 2010 wurde mehrfach vorgeschlagen, die Straße nach dem Linguisten, Ethnographen, Historiker, Universitätsrektor, Politiker sowie ukrainisch-orthodoxer Metropoliten und Primas Iwan Ohijenko zu benennen, derartige Vorschläge wurden jedoch nicht umgesetzt.
Von historischer Bedeutung ist in der Straße lediglich das Gebäude Nr. 13. Das ehemalige Waisenhaus für Zöglinge der Kaiserlichen Armee wurde am 5. Oktober 1900 eingeweiht. Umgangssprachlich wurde es „Alexandrowka“ nach dem zur Zeit seiner Errichtung regierenden Kaiser Alexander III. genannt. Architekt des am 25. Juli 1899 begonnenen Bauwerkes war Wladimir Nikolajew. Finanziert wurde der Bau durch den Mäzen S. Porochnenkow. 1926 wurde in dem Gebäude das Kinderheim Nr. 5 eingerichtet. Später wurde es der „Kiewer Höheren Radiotechnischen Schule für Ingenieure der Truppenluftabwehr“ (russisch Киевское высшее инженерное радиотехническое училище ПВО) zur Nutzung übergeben.
Im Jahr 2003 ging das Gebäude in das Eigentum des Dominikanerordens über, der hier das „Höhere Institut für Religionswissenschaften St. Thomas von Aquin“ einrichtete.